# Gos pigall

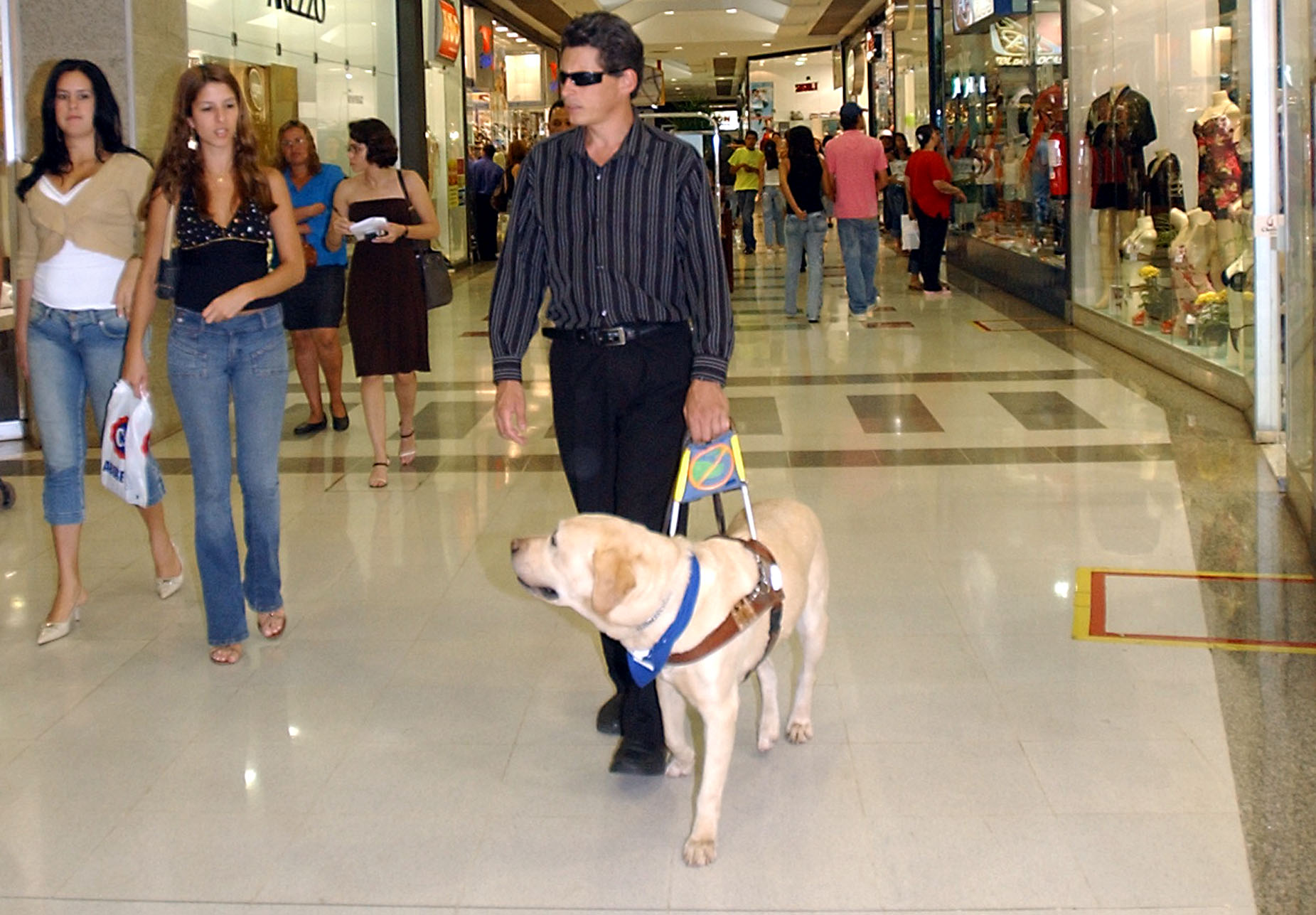
Persona conduïda pel seu gos pigall en un centre comercial de Brasília

Un gos pigall és un gos ensinistrat per guiar persones cegues o amb una deficiència visual greu, o per ajudar-les en les feines de la llar. El gos pigall és un dels tipus de gossos d'assistència que existeixen, possiblement el més antic i més conegut. És l'únic reconegut legalment avui dia, fet que li permet uns drets i privilegis no reconeguts entre la resta de gossos com, per exemple, l'acceptació obligatòria en el transport públic.
Quan condueix els deficients visuals, el gos ha de tenir la capacitat de discernir eventuals perills deguts a obstacles suspesos, cosa que requereix gossos d'intel·ligència bastant elevada i un entrenament avançat. Tot i que els gossos poden ser entrenats per evitar diversos obstacles, no són capaços de distingir colors com el verd i el vermell, de manera que no poden interpretar un semàfor.
A Espanya, la majoria de gossos pigall són entrenats i certificats per l'ONCE. Aquesta organització s'encarrega de l'alt cost d'un ensinistrament tan especial. Pel que fa a les races de gossos, tradicionalment s'ha triat el labrador retriever pel seu caràcter afable i poc esbojarrat si està castrat des de petit. En els últims anys s'han emprès diverses iniciatives per a ensinistrar gossos d'altres races, i fins i tot mestissos i petaners, com una manera de solucionar dos problemes socials a l'hora: triar gossos de les gosseres i protectores d'animals i ensinistrar-los per a assistir persones amb qualsevol tipus de discapacitat, incloses les mentals (siguin permanents o no).